# Millecanali
Millecanali è stata una rivista mensile italiana sulla radio e sulla televisione, con un particolare sguardo rivolto alle radio e alle televisioni locali.

## Storia editoriale
Come supplemento al numero di novembre del 2004, Millecanali pubblicò il volume La Storia della Radio e della televisione per celebrare gli 80 anni della Radio Rai, i 50 anni della Rai e i 30 anni della rivista che coincide anche con l'inizio dell'attività delle radio e televisioni locali.
Nel settembre 2006 la proprietà di Millecanali passò da Editoriale Quasar al Gruppo 24 ORE; nello stesso anno la rivista pubblicò il volume Who's who con schede di presentazione delle principali televisioni locali italiane.
Nel dicembre 2013 il Gruppo 24 ORE cedette la proprietà di Millecanali al gruppo editoriale Tecniche nuove, che pubblicò la rivista fino alla sua cessazione nel 2018.
Nel mese di maggio 2018 l'ex direttore di Millecanali, Mauro Roffi, diede personalmente l'annuncio di aver iniziato una collaborazione con il periodico Newslinet.com, attivo dal 1996 sulle medesime tematiche di settore.

## Gran Premio Tv
Nell'ottobre del 2006 Millecanali contribuì all'organizzazione del Gran Premio Tv, premio televisivo istituito in occasione del trentennale della nascita delle prime emittenti libere ed ospitato da Desenzano del Garda (che prese il posto di Rapallo) con il patrocinio del Ministero delle Comunicazioni.
Il Gran Premio Tv costituiva la più importante manifestazione del mondo delle TV locali, nonché la vetrina delle novità del settore, ed aveva assunto una particolare connotazione in un periodo di ampio dibattito sui nuovi assetti che si stavano delineando nel panorama televisivo nazionale. Infatti nel 2006, in esecuzione degli impegni assunti in sede di Unione europea, l'Italia stava predisponendo il passaggio dalla televisione analogica alla televisione digitale, presentata come opportunità tale da permettere di aumentare l'offerta televisiva. Le TV locali, però, paventavano che le modalità di questa svolta epocale fossero tali da penalizzarle. La scelta di Millecanali di appoggiare un nuovo premio incentrato sulle TV locali era stato un tentativo di reagire al concentrarsi dell'attenzione solo sulle iniziative del duopolio Rai-Mediaset.
Il Gran Premio Tv si proponeva di diventare un punto d'incontro e di dibattito che negli anni sarebbe stato di riferimento per gli operatori del settore e costituì un unicum in Italia come evento di valorizzazione dell'esperienza e della professionalità dell'emittenza locale, promuovendo lezioni accademiche e saggi dedicati ai primi anni delle TV locali.